# Melanitis sumatranus
Melanitis sumatranus är en fjärilsart som beskrevs av Hans Fruhstorfer 1908. Melanitis sumatranus ingår i släktet Melanitis och familjen praktfjärilar. Inga underarter finns listade i Catalogue of Life.